# 2-Pentadecanol
2-Pentadecanol ist eine chemische Verbindung aus der Gruppe der Alkanole.

## Vorkommen
2-Pentadecanol wurde in Escherichia coli und den Früchten von Erdbeere Fragaria fresco nachgewiesen.